# Fritz Blume jun.
Fritz Blume (* 17. Februar 1928 in Rathenow; † 30. September 2020 in Jever) war ein deutscher Jurist, Zeitungsverleger und Mäzen der Stadt Jever.

## Leben
Fritz Blume wurde als Sohn von Dr. Fritz Blume sen. geboren, der in dritter Generation Verleger der 1816 gegründeten Havel-Zeitung war. Anfang 1944 wurde er als Marinehelfer eingezogen; bei Kriegsende war er in Hohemey bei Neustadtgödens stationiert. Nachdem er 1946 in Aurich das Abitur bestanden hatte, begann er beim Verlag C. L. Mettcker & Söhne in Wittmund, den sein Vater inzwischen als Geschäftsführer leitete, eine Schriftsetzerlehre; bereits 1950 hielt er die Schriftsetzermeister-Urkunde in Händen. Das sich anschließende Jurastudium an der Universität Göttingen schloss er 1955 mit einer Promotion zum Dr. jur. ab. Thema seiner Dissertation war der staatsrechtliche Status Jerusalems.
Bei einem Verlag in Düsseldorf begann nach dem Studium Blumes Medienlaufbahn, anschließend arbeitete er bei der Allgemeinen Zeitung der Lüneburger Heide in Uelzen. Wegen einer Erkrankung seines Vaters kehrte er 1970 zurück zum Mettcker-Verlag, dem er bis 1990 als Chefredakteur des Jeverschen Wochenblattes und des Anzeigers für Harlingerland, Druckereileiter, Prokurist und Mitgesellschafter vorstand. Seit 1983 war er zudem Teilhaber der Ostfriesen-Zeitung.
1990 zog sich Blume aus dem Zeitungsgeschäft zurück und widmete sich seiner großen Leidenschaft, der Geschichte und namentlich Otto von Bismarck. Über zwei Jahrzehnte stand er der Stammtischvereinigung „Getreue zu Jever“, einem der ältesten noch bestehenden Vereine seiner Art, als Präses vor und wurde 2003 nach der Amtsübergabe zum Ehrenpräses ernannt. Für ein jeversches Bismarck-Museum in einem eigens dafür gekauften Haus in der Wangerstraße erwarb er 2002 eine Sammlung, die seit den 1990er-Jahren in Poritz an der Elbe entstanden war.
Als großzügiger Mäzen unterstützte er in der Stadt Jever, die ihm zu seiner zweiten Heimat geworden war, kulturelle, soziale und gemeinnützige Einrichtungen, so gehen der Erhalt des Theaters am Dannhalm und der Bau der Jugendherberge maßgeblich auf sein finanzielles Engagement zurück.
Am 30. September 2020 starb Fritz Blume im Alter von 92 Jahren, zwei Jahre nach seiner Ehefrau Elfriede Adelheid, mit der er über 60 Jahre verheiratet war. Sein Erbe lebt weiter in der von ihm zu Lebzeiten gegründeten „Familie-Dr.-Blume-Stiftung“.

## Publikationen (Auswahl)
- Der Status Jerusalems – Eine völkerrechtliche Betrachtung. Verlag C. L. Mettcker & Söhne, Jever 1955.
- Jevers Wasserleitung wird 66 Jahre alt. In: Der Historien-Kalender auf das Jahr 1995. Verlag C. L. Mettcker & Söhne, Jever 1994, S. 85 f.
- Der weite Weg nach Wittmund. Verkehrsprobleme in der Mitte des vorigen Jahrhunderts. In: Der Historien-Kalender auf das Jahr 1997. Verlag C. L. Mettcker & Söhne, Jever 1996, S. 41 ff.
- 150 Jahre Friesisches Brauhaus zu Jever. Brau und Brunnen will mit Jever im Markt einiges bewegen. In: Der Historien-Kalender auf das Jahr 1998. Verlag C. L. Mettcker & Söhne, Jever 1997, S. 17 ff.
- 150 Jahre Friesisches Brauhaus zu Jever – Eine Brauerei feiert Geburtstag. Verlag C. L. Mettcker & Söhne, Jever 1998.
- Gedenkfeier für Otto von Bismarck zum 100. Todestage. Fürst Ferdinand von Bismarck eröffnete Ausstellung im Schloß zu Jever. In: Der Historien-Kalender auf das Jahr 1999. Verlag C. L. Mettcker & Söhne, Jever 1998, S. 110 ff.* Der Krug des Herzogs Elimar. Der Oldenburger Fürst war Ehrenmitglied der Getreuen von Jever. In: Der Historien-Kalender auf das Jahr 2000. Verlag Brune-Mettcker, Jever 1999, S. 44 ff.
- Tradition und moderner Service unter einem Dach. Das „Haus der Getreuen“ – 1859 wurde Rudolphis Gasthof als Vorgänger im gleichen Gebäude gegründet. In: Der Historien-Kalender auf das Jahr 2000. Verlag Brune-Mettcker, Jever 1999, S. 125 ff.
- Eine Kindheit im Banne der jeverschen Brauerei. Harry Burmester, einst Rosenstraße 7, erinnert sich. In: Der Historien-Kalender auf das Jahr 2001. Verlag Brune-Mettcker, Jever 2000, S. 68 f.
- Die Mark vollendete Bismarcks Einigungswerk. Der Reichskanzler stand vor ähnlichen Problemen wie die heutigen Europa-Politiker. In: Der Historien-Kalender auf das Jahr 2002. Verlag Brune-Mettcker, Jever 2001, S. 25 ff.
- In memoriam Hermann Allmers. Der große Mensch und begnadete Dichter starb vor einhundert Jahren. In: Der Historien-Kalender auf das Jahr 2002. Verlag Brune-Mettcker, Jever 2001, S. 108 ff.
- Im Geiste Bismarcks – Die Getreuen von Jever. Märkischer Kunst- und Heimatverlag, Bismark (Altmark) 2003, ISBN 978-3-929743-14-2.
- Große Verdienste um Jever: Dr. Theodor Hillmer. Jevers Ehrenbürger bekam vor 75 Jahren die Urkunde überreicht. In: Der Historien-Kalender auf das Jahr 2004. Verlag Brune-Mettcker, Jever 2003, S. 47 ff.
- Ein Ehrenbürger der Stadt Jever: Hermann van der Heide. Erinnerungen an den vorbildlichen und pflichtbewussten Kommunalpolitiker. In: Der Historien-Kalender auf das Jahr 2005. Verlag Brune-Mettcker, Jever 2004, S. 35 ff.
- 100 Jahre Bürgerverein Jever – Stets für Jever und seine Bürger. Jever 2005.
- 100 Jahre alt und immer noch aktiv. Jubiläums-Geburtstag des Bürgervereins Jever im Dezember 2005. In: Der Historien-Kalender auf das Jahr 2006. Verlag Brune-Mettcker, Jever 2005, S. 51 ff.
- Das Blumenmädchen von Paris und andere Geschichten. Isensee Verlag, Oldenburg 2007, ISBN 978-3-89995-452-4.

## Ehrungen
- Verleihung der Ehrenbürgerschaft der Stadt Jever am 17. Februar 2003.[10]
- Der Weg entlang der Jugendherberge in Jever trägt seit dem 8. November 2005 den Namen „Dr.-Fritz-Blume-Weg“.[11]
- Verleihung des Verdienstkreuzes am Bande des Niedersächsischen Verdienstordens am 25. August 2006.
- 2006 verlieh der Bundesverband des Deutschen Jugendherbergswerkes Fritz Blume die Richard-Schirrmann-Medaille.[10]